# Affaire Michaud
L'affaire Michaud est une controverse survenue au Québec et qui a débuté en décembre 2000, au moment où Yves Michaud manifeste son intention de briguer l'investiture du Parti québécois dans la circonscription de Mercier,.

## Historique
L'affaire débute le 5 décembre 2000 lors d'une entrevue radiophonique animée par Paul Arcand à la station de radio CKAC de Montréal. Yves Michaud y mentionne une anecdote faisant référence à une conversation tenue, chez son coiffeur, avec un sénateur juif : 

« Bien, je vais vous raconter une anecdote. J'étais... je suis allé chez mon coiffeur il y a à peu près un mois. Il y avait un sénateur libéral que je ne nommerai pas qui ne parle pas... encore qu'il représente une circonscription de langue française et qui me demande : es-tu toujours séparatiste, Yves ?" J'ai dit oui, oui je suis séparatiste comme tu es juif. Ça a pris à ton peuple 2000 ans pour avoir sa patrie en Israël. J'ai dit : moi, que ça prenne 10 ans, 50 ans, 100 ans de plus ça peut attendre. Alors il me dit : ce n'est pas pareil. Ce n'est jamais pareil pour eux. Alors j'ai dit : ce n'est pas pareil ? Les Arméniens n'ont pas souffert, les Palestiniens ne souffrent pas, les Rwandais ne souffrent pas. J'ai dit : c'est toujours vous autres. Vous êtes le seul peuple au monde qui avez souffert dans l'histoire de l'humanité. »

— Yves Michaud, Entrevue avec Paul Arcand, 5 décembre 2000

Dans la même entrevue, à propos des résultats du référendum de 1995, il déclare:
"Dans 12 bureaux de votation sur 2275, j’avais oui zéro, 374 non... oui zéro... et c’est défini comme ça. Il y a donc une intolérance zéro de la part d’immigrants par rapport à nous mêmes. Il y a trois raisons à cela : la première, c’est que c’est un phénomène de rejet. Ils nous rejettent complètement. La deuxième, c’est qu’il y a un sentiment de haine. La troisième, c’est qu’ils n’ont rien compris de ce qu’on leur a dit."
Le 13 décembre, Yves Michaud se présente aux États généraux sur la situation et l'avenir de la langue française au Québec. Une campagne distincte demandait alors de changer le nom de la station de métro Lionel-Groulx à cause d'écrits antisémites dont on accusait le chanoine Groulx. Lors de son témoignage, en réaction à cette campagne, il choisit une citation du chanoine Groulx qui est élogieuse du peuple juif et invite les Québécois à suivre leur exemple :

« Mes propres concitoyens devraient suivre l’exemple de ce que le chanoine Groulx disait à propos du peuple juif. Le chanoine Groulx disait et nous invitait, et je le cite, "à posséder, comme les Juifs, leur âpre volonté de survivance, leur invincible esprit de solidarité, leur impérissable armature morale". Et l’historien donnait alors l’exemple du peuple juif comme modèle à suivre pour que les Québécois affirment leur propre identité nationale et assument, et assument pleinement, l’héritage de leur histoire, ajoutant que l’anti-sémitisme était "une attitude anti-chrétienne et que les chrétiens sont, en un sens, spirituellement des Sémites". Fin de la citation »

— Yves Michaud, États généraux sur la situation et l'avenir de la langue française au Québec, 13 décembre 2000,

Durant le même témoignage, il ajoute:
"Là, il y a un vote ethnique contre la souveraineté du peuple québécois. Si nous ne faisons pas en sorte d’intégrer nos immigrants et de les assimiler, eh bien, nous entrerons sur la pente de la louisianisation, de la folklorisation de notre société."
Le témoignage de Michaud a servi de base à une motion de blâme adoptée à l'unanimité et sans débat par l'Assemblée nationale du Québec le 14 décembre 2000, provoquant une crise importante au sein du Parti québécois entre les défenseurs et les détracteurs de Michaud.

### Libellé de la motion
Motion de blâme adoptée à l'Assemblée nationale, le 14 décembre 2000
M. Bergman : M. le Président, une motion sans préavis.

« Que l'Assemblée nationale dénonce sans nuance, de façon claire et unanime, les propos inacceptables à l'égard des communautés ethniques et, en particulier, à l'égard de la communauté juive tenus par Yves Michaud à l'occasion des audiences des états généraux sur le français à Montréal le 13 décembre 2000. »

Signé du député libéral de D'Arcy-McGee, Lawrence S. Bergman (parti libéral du Québec) et du député péquiste de Sainte-Marie–Saint-Jacques, André Boulerice.

## Excuses
En décembre 2010, sur une initiative de Paul Bégin, 19 députés cosignent et envoient une lettre à Michaud, présentant des « excuses les plus sincères pour les souffrances morales qu'il a dû injustement vivre à la suite de l'adoption de cette motion ». Cette lettre porte à 25 le nombre de députés ayant dit regretter le geste, dont notamment Louise Beaudoin, André Boisclair, Bernard Landry, Joseph Facal et Pauline Marois, bien que cette dernière ne se soit pas excusée.
En janvier 2011, un total de 51 députés péquistes ont exprimé leurs regrets ou excuses concernant l'affaire Michaud,.
En août 2012, Yves Michaud a lancé une publicité dans le journal Le Devoir afin de dénoncer les candidats électoraux n'ayant pas encore présenté d'excuses. Le Directeur Général des Élections (DGEQ) l'a sommé d'arrêter puisqu'il enfreignait la Loi électorale. En avril 2013, le DGEQ intente une poursuite contre Yves Michaud, lequel a promis de plaider non coupable et de poursuivre le DGEQ en retour.
En définitive, Yves Michaud a été acquitté en appel des accusations,.